# گومورسولوش
گومورسولوش (به مجاری:  Gömörszőlős) یک منطقهٔ مسکونی در مجارستان است که در ناحیه پوتنوک واقع شده‌است. گومورسولوش ۸٫۷۷ کیلومتر مربع مساحت و ۷۷ نفر جمعیت دارد.